# اعترافات عقلية خطيرة
اعترافات عقلية خطيرة هو فيلم كوميدي يسرد السيرة الذاتية لجاسوس، صُدر عام 2002، ويُصور حياة لعبة مشهورة حيث يظهر المنتج «تشاك باريس» Chuck Barris الذي ادعى أنه كان أيضًا قاتل مُحترف لوكالة الاستخبارات المركزية (سي آي ايه)(وكالة المخابرات المركزية). والفيلم من إخراج جورج كلوني. وقد كُتبه «تشارلي كوفمان»، وتألق «سام روكويل»، «جوليا روبرتس»، «درو باريمور»، و«كلوني» في تمثيل هذا الفيلم.

## الإنتاج
عملية التطوير
المُخرج
المُمثلون
التصوير السينمائي

## إطلاق الفيلم
الإصدار
استجابة وتصدي النُقاد

## قراءات أُخرى
- تشاك باريس (نوفمبر 2002). Confessions of a Dangerous Mind. Miramax Books. {{استشهاد بكتاب}}: الوسيط غير المعروف |الرقم المعياري= تم تجاهله يقترح استخدام |ردمك= (مساعدة)